# Apple A8
Apple A8 — 64-битный 2-ядерный ARM-микропроцессор компании Apple из серии Apple Ax. Реализует набор инструкций ARMv8-A, используется в смартфоне iPhone 6,в плеере iPod touch 6G и в фаблете iPhone 6 Plus. Процессор так же, как и его предшественник A7, относится, по формулировке Apple, к классу десктопных процессоров (Desktop Processor) благодаря многозадачности и широкому спектру выполняемых задач. Количество транзисторов  в процессоре оценивается в 2 млрд.

## Описание
Процессор Apple A8 был представлен компанией Apple 9 сентября 2014 года на презентации iPhone 6 в Flint Center. Является 64-битным ARM-чипом, с более развитой 64-битной архитектурой и повышенной графической производительностью по сравнению с предыдущим поколением чипов Apple A7. По заявлениям Apple, процессорные ядра A8 на 25 % производительнее, чем у A7, а графика — на 50 %.
В единый корпус с процессором A8 для iPhone 6 упакована память стандарта LPDDR3 объёмом 1 ГБ.
Процессор имеет более высокую энергоэффективность, чем предыдущие процессоры, так как выполнен по более современному 20-нм технологическому процессу на полупроводниковых фабриках TSMC и Samsung.
По ранним данным от Geekbench, предполагается, что частота двухъядерного процессора составляет 1,4 ГГц. Количество транзисторов оценивается в 2 млрд, площадь — 89 мм2.
Для улучшения энергосбережения в продуктах Apple вместе с A8 используется сопроцессор (микроконтроллер) NXP LPC18B1UK с ядром ARM Cortex-M3 (торговая марка Apple M8), обрабатывающий сигналы с различных датчиков (акселерометры, гироскопы, барометр, датчик освещения и т. п.).
TDP Apple A8 предположительно 2W.

## Применение
Устройства, использующие процессор Apple A8:
- iPhone 6 и 6 Plus[20][21] — сентябрь 2014 — сентябрь 2016;
- iPod touch 6G — июль 2015 — май 2019;
- iPad mini 4 — сентябрь 2015 — март 2019[22];
- Apple TV 4-го поколения (2015 года[22]) — сентябрь 2015 — октябрь 2022;
- HomePod — январь 2018 — март 2021.